# Wasselonne
Wasselonne é uma comuna francesa na região administrativa de Grande Leste, no departamento Baixo Reno. Estende-se por uma área de 14,99 km². Em 2010 a comuna tinha 5 725 habitantes (densidade: 381,9 hab./km²).